# Марко Ароп
Марко Ароп (20 вересня 1998 , Хартум ) — канадський легкоатлет, який спеціалізується в бігу на середні дистанції, чемпіон(2023 р).та призер(2022 р.) чемпіонату світу, срібний призер ОІ 2024 з бігу на 800 м.(1.41,20).

## Кар'єра
| Рік                | Змагання                                 | Місце проведення   | Місце              | Дисципліна         | Результат          | Примітки           |
| Представник Канада | Представник Канада                       | Представник Канада | Представник Канада | Представник Канада | Представник Канада | Представник Канада |
| ------------------ | ---------------------------------------- | ------------------ | ------------------ | ------------------ | ------------------ | ------------------ |
| 2017               | Панамериканський чемпіонат серед юніорів | Трухільйо, Перу    | 2                  | біг на 800 метрів  | 1:47.08            |                    |
| 2018               | Чемпіонат NACAC                          | Торонто, Канада    | 2                  | біг на 800 метрів  | 1:46.82            |                    |
| 2019               | Панамериканські ігри                     | Ліма, Перу         | 1                  | біг на 800 метрів  | 1:44.25            |                    |
| 2019               | Чемпіонат світу                          | Доха, Катар        | 7                  | біг на 800 метрів  | 1:45.78            |                    |
| 2021               | Олімпійські ігри                         | Токіо, Японія      | 14 (пф.)           | біг на 800 метрів  | 1:44.90            |                    |
| 2022               | Чемпіонат світу в приміщенні             | Белград, Сербія    | 8                  | біг на 800 метрів  | 1:47.58            |                    |
| 2022               | Чемпіонат світу                          | Юджин, США         | 3                  | біг на 800 метрів  | 1:44.28            |                    |